# Побєда (Масловське сільське поселення)
Побєда (рос. Победа) — селище в Торжоцькому районі Тверської області Російської Федерації.
Населення становить 11 осіб. Входить до складу муніципального утворення Масловське сільське поселення.

## Історія
Від 2005 року входить до складу муніципального утворення Масловське сільське поселення.

## Населення
| 1996 | 2002 | 2008 | 2010 |
| ---- | ---- | ---- | ---- |
| 11   | ↘8   | ↗10  | ↗11  |